# Nati nel 1597
| Questa pagina contiene informazioni ricavate automaticamente dalle voci biografiche con l'ausilio del template Bio e di un bot. L'aggiornamento è periodico e automatico e ricostruisce completamente la pagina. Se manca una persona in questa lista, sei pregato di non aggiungerla, ma accertati piuttosto che la sua voce biografica contenga il template Bio e che i dati anagrafici siano correttamente compilati. Se il template Bio manca, inseriscilo tu stesso o, in alternativa, metti l'avviso {{tmp\|Bio}} che ne segnala la mancanza. Se i dati riportati sono sbagliati, correggi direttamente la voce biografica; le modifiche saranno visibili in questa lista entro pochi giorni. Per chiarimenti vedi il progetto biografie. La lista contiene solo le 77 persone che sono citate nell'enciclopedia e per le quali è stato implementato correttamente il template Bio. Pagina aggiornata al 18 ago 2025. |

## Gennaio(3)
- 12 gennaio - François Duquesnoy, scultore fiammingo († 1643)
- 25 gennaio - Giovanni Filippo di Sassonia-Altenburg, nobile tedesco († 1639)
- 31 gennaio - Giovanni Francesco Régis, presbitero e gesuita francese († 1640)

## Febbraio(1)
- 24 febbraio - Vincent Voiture, poeta francese († 1648)

## Marzo(6)
- 1º marzo - Jean-Charles della Faille, matematico belga († 1652)
- 3 marzo - Juan Alfonso Enríquez de Cabrera, militare spagnolo († 1647)
- 10 marzo - Ercole Gennari, pittore italiano († 1658)
- 11 marzo - Enrico IV di Reuss-Greiz, nobile tedesco († 1627)
- 16 marzo - Benedetto Molli, architetto e gesuita italiano († 1657)
- 23 marzo - Bartolomeo Campomenoso, mercante e presbitero fiammingo († 1670)

## Aprile(5)
- 13 aprile - Giovanni Battista Hodierna, presbitero, astronomo e architetto italiano († 1660)
- 17 aprile - Paolo Brizio, vescovo cattolico e storico italiano († 1665)
- 18 aprile - Pieter Potter, pittore e incisore olandese († 1652)
- 22 aprile - Gilles De Haes, militare fiammingo († 1657)
- 23 aprile - Alvise Contarini, diplomatico italiano († 1651)

## Maggio(2)
- 13 maggio - Cornelis Schut I, pittore, disegnatore e incisore fiammingo († 1655)
- 31 maggio - Jean-Louis Guez de Balzac, scrittore francese († 1654)

## Giugno(2)
- 9 giugno - Pieter Jansz Saenredam, pittore olandese († 1665)
- 22 giugno - Marius Ambrosius Capello, vescovo cattolico fiammingo († 1676)

## Luglio(6)
- 2 luglio - Theodoor Rombouts, pittore fiammingo († 1637)
- 5 luglio - Sigismondo Boldoni, scrittore e poeta italiano († 1630)
- 13 luglio - Muzio Febonio, religioso e storico italiano († 1663)
- 13 luglio - Sebastian Stoskopff, pittore e disegnatore tedesco († 1657)
- 19 luglio - Ranuccio Scotti Douglas, arcivescovo cattolico e diplomatico italiano († 1661)
- 22 luglio - Virgilio Mazzocchi, compositore italiano († 1646)

## Agosto(4)
- 7 agosto - Edvige Maria di Sassonia-Lauenburg, nobildonna tedesca († 1644)
- 20 agosto - Girolamo Grimaldi-Cavalleroni, cardinale e arcivescovo cattolico italiano († 1685)
- 27 agosto - Agostino Spinola, cardinale e arcivescovo cattolico italiano († 1649)
- 28 agosto - Giambattista Spada, cardinale e patriarca cattolico italiano († 1675)

## Settembre(3)
- 6 settembre - Philipp Friedrich von Breuner, vescovo cattolico austriaco († 1669)
- 23 settembre - Francesco Barberini, cardinale italiano († 1679)
- 28 settembre - Justus Sustermans, pittore fiammingo († 1681)

## Ottobre(2)
- 7 ottobre - John Underhill, militare e politico inglese († 1672)
- 27 ottobre - Gian Giacomo Teodoro Trivulzio, cardinale italiano († 1656)

## Novembre(4)
- 1º novembre - Pietro da Cortona, pittore e architetto italiano († 1669)
- 5 novembre - Maria Roccaforte, religiosa italiana († 1648)
- 18 novembre - Adolphus Vorstius, medico e botanico olandese († 1663)
- 19 novembre - Elisabetta Carlotta del Palatinato-Simmern, nobile tedesca († 1660)

## Dicembre(5)
- 7 dicembre - Anna Maria del Liechtenstein, principessa austriaca
- 16 dicembre - Giorgio Alberto I di Erbach-Schönberg, nobile tedesco († 1647)
- 22 dicembre - Federico III di Holstein-Gottorp, duca († 1659)
- 23 dicembre - Martin Opitz, poeta e scrittore tedesco († 1639)
- 24 dicembre - Onorato II di Monaco, principe monegasco († 1662)

## Senza giorno specificato(34)
- Francisco Antonio de Acuña Cabrera y Bayona, militare spagnolo († 1662)
- Cristóbal de Acuña, missionario spagnolo († 1670)
- Giacomo Agostinetti, scrittore italiano († 1682)
- Atanasio III di Costantinopoli, arcivescovo ortodosso greco († 1654)
- Miguel Juan Balaguer, vescovo cattolico spagnolo († 1663)
- Giambattista Bissone, scultore italiano († 1657)
- Orfeo Boselli, scultore italiano († 1667)
- Salomon de Bray, pittore, poeta e architetto olandese († 1664)
- Georgius Candidius, missionario olandese († 1647)
- Teramo Castelli, presbitero, missionario e disegnatore italiano († 1659)
- Giovanni Andrea Coppola, pittore italiano († 1659)
- Girolamo de' Cori, vescovo cattolico italiano († 1672)
- Eleonora d'Este, badessa italiana († 1661)
- Benedetto Ferrari, poeta e compositore italiano († 1681)
- Fortunato Gatti, pittore italiano († 1651)
- Carlo Gonzaga, religioso e nobile italiano († 1636)
- Johan van Heemskerk, poeta e avvocato olandese († 1656)
- Henricus Hondius, incisore, cartografo e editore olandese († 1651)
- David Kirke, navigatore inglese († 1654)
- Lodovico Lana, pittore italiano († 1646)
- Jacques Linard, pittore francese († 1645)
- Raffaello Magiotti, scienziato italiano († 1656)
- Claude Malleville, poeta francese († 1647)
- Gian Giacomo Manecchia, pittore italiano († 1657)
- Pieter de Neyn, pittore, illustratore e architetto olandese († 1639)
- Willem van de Passe, incisore e disegnatore olandese († 1637)
- Charles Racquet, organista e compositore francese († 1664)
- Juan Ribalta, pittore spagnolo († 1628)
- Simondio Salimbeni, pittore italiano († 1643)
- Antonius Maria Schyrleus de Rheita, ottico tedesco († 1660)
- Upagnuvarat, sovrano laotiano († 1622)
- Iñigo Vélez de Guevara, diplomatico spagnolo († 1658)
- Manuel Pires de Almeida, scrittore portoghese († 1655)
- Francisco de Melo, politico, diplomatico e militare spagnolo († 1651)